# Distretto di Markham
Il distretto di Markham, in inglese Markham District, è un distretto della Papua Nuova Guinea appartenente alla Provincia di Morobe. Ha una superficie di 4.311 km² e 41.000 abitanti (stima nel 2000)